# Елверсон (Пенсільванія)
Елверсон (англ. Elverson) — місто (англ. borough) в США, в окрузі Честер штату Пенсільванія. Населення — 1330 осіб (2020).

## Географія
Елверсон розташований за координатами 40°9′13″ пн. ш. 75°49′53″ зх. д. / 40.15361° пн. ш. 75.83139° зх. д. (40.153534, -75.831308).  За даними Бюро перепису населення США в 2010 році місто мало площу 2,60 км², з яких 2,57 км² — суходіл та 0,03 км² — водойми.

## Демографія
Згідно з переписом 2010 року, у селищі мешкало 1225 осіб у 558 домогосподарствах у складі 388 родин. Густота населення становила 470 осіб/км².  Було 576 помешкань (221/км²).
Расовий склад населення:
| - 98,1 % — білих - 0,6 % — чорних або афроамериканців - 0,5 % — азіатів - 0,1 % — корінних американців |

До двох чи більше рас належало 0,7 %. Частка іспаномовних становила 1,6 % від усіх жителів.
За віковим діапазоном населення розподілялося таким чином: 15,1 % — особи молодші 18 років, 47,8 % — особи у віці 18—64 років, 37,1 % — особи у віці 65 років та старші. Медіана віку мешканця становила 56,7 року. На 100 осіб жіночої статі у селищі припадало 87,0 чоловіків;  на 100 жінок у віці від 18 років та старших — 84,1 чоловіків також старших 18 років.
Середній дохід на одне домашнє господарство  становив 74 627 доларів США (медіана — 55 833), а середній дохід на одну сім'ю — 83 567 доларів (медіана — 65 625). Медіана доходів становила 46 250 доларів для чоловіків та 55 833 долари для жінок. За межею бідності перебувало 6,3 % осіб, у тому числі 15,3 % дітей у віці до 18 років та 3,2 % осіб у віці 65 років та старших.
Цивільне працевлаштоване населення становило 576 осіб. Основні галузі зайнятості: освіта, охорона здоров'я та соціальна допомога — 26,2 %, виробництво — 13,0 %, роздрібна торгівля — 12,0 %.